# Maiengrünturm
Der Maiengrünturm ist ein Aussichtsturm in der Gemeinde Hägglingen im Kanton Aargau.

## Situation
Der im Jahre 1929 erbaute Turm ist eine Stahlkonstruktion und wurde 1936 um 8 Meter auf die heutige Höhe von 35 Meter erhöht. 2020 wurde er total saniert. Über 170  Treppenstufen gelangt man zur obersten Aussichtsplattform.
Vom Turm aus bietet sich eine 270°-Sicht vom Heitersberg bis zur Staffelegg.  Neben dem Turm befindet sich das Gilde-Restaurant Maiengrüen.

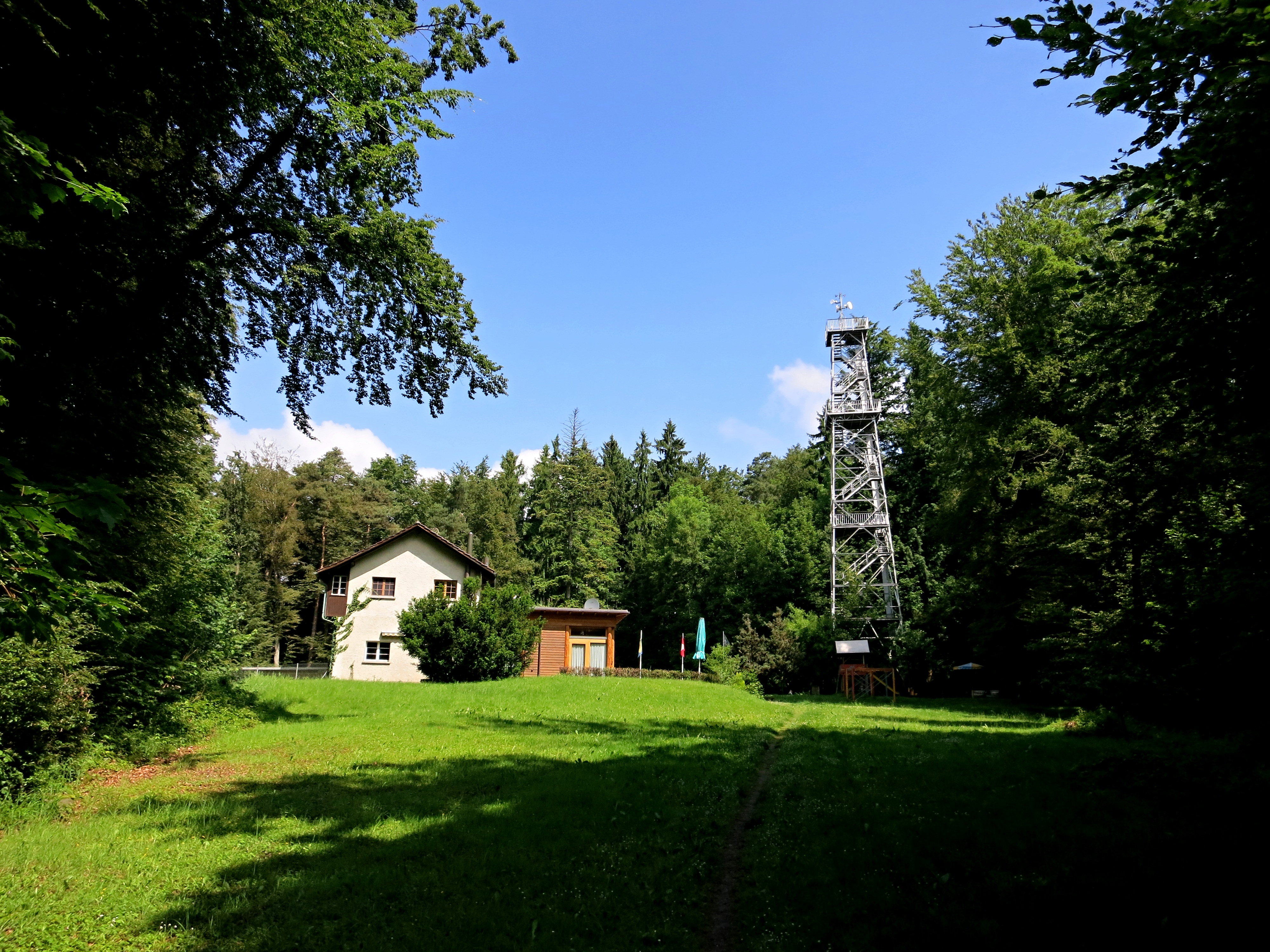
Maiengrünturm mit Restaurant
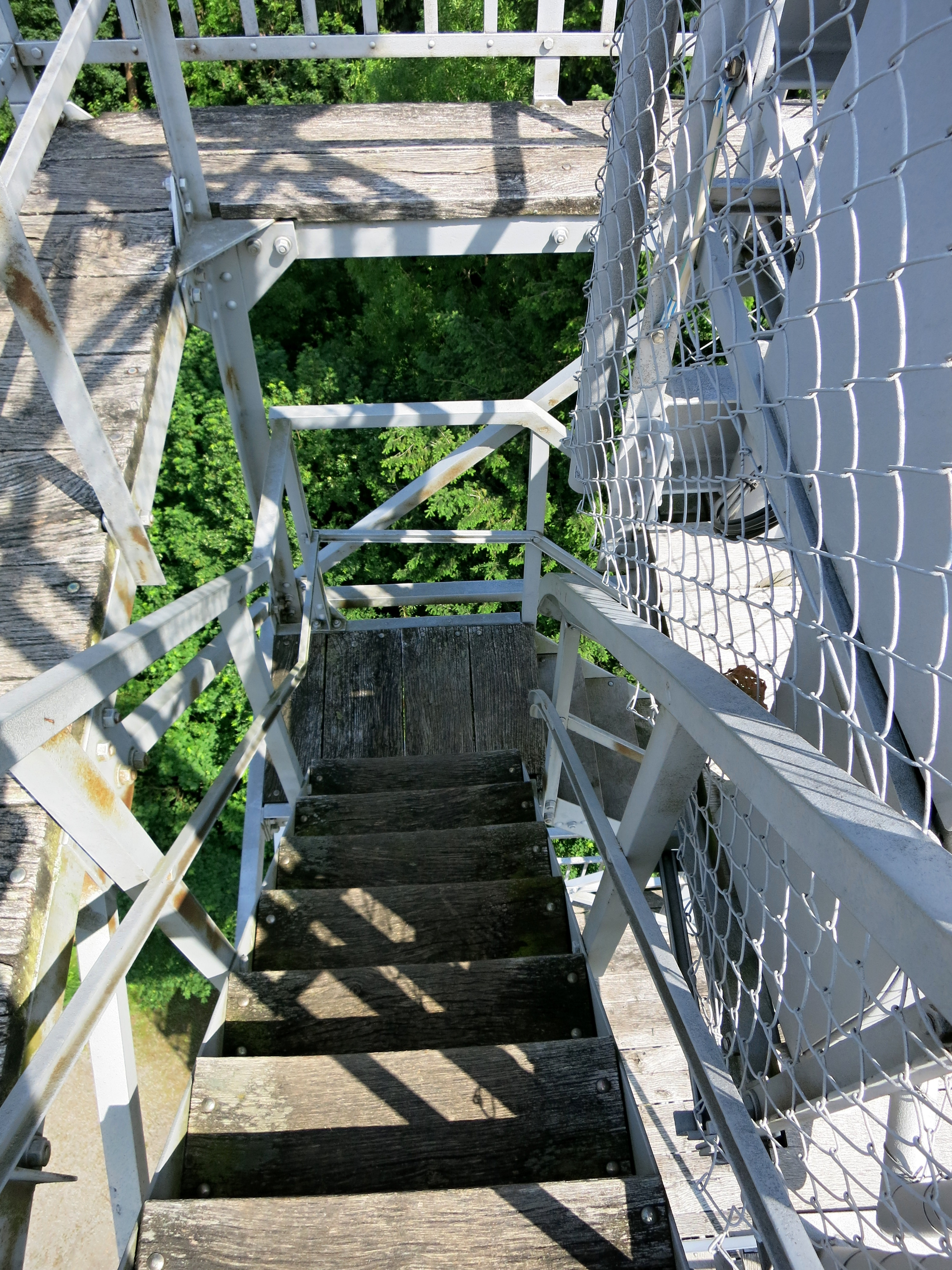
Treppe
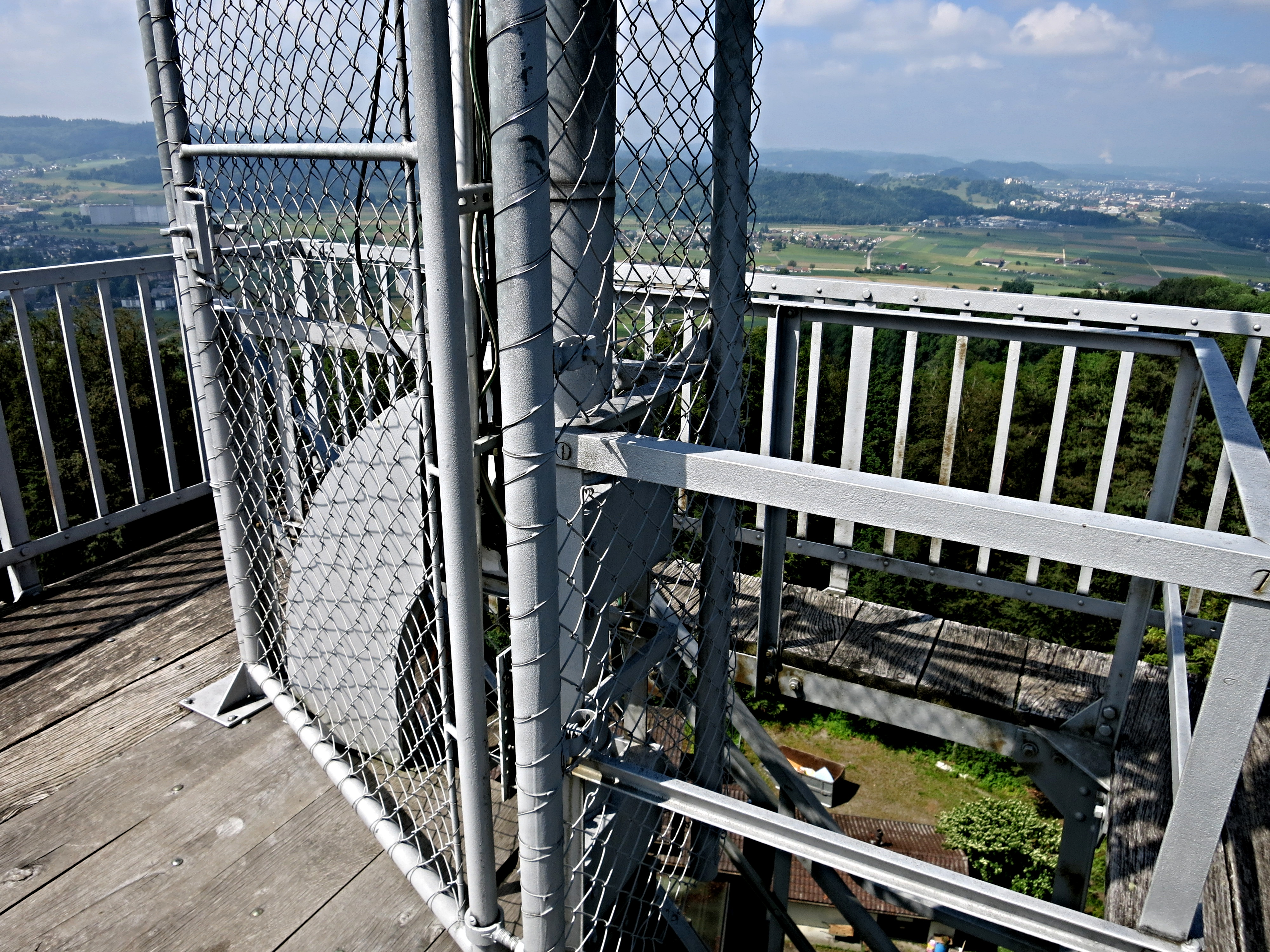
Aussichtsplattform

## Geschichte
Das Grundstück, auf dem der heutige Aussichtsturm steht, war einst im Besitz des Klosters Muri. Vereinzelt sind in den Waldstücken noch Marchsteine aus jener Zeit zu finden.
Die das Bünztal und die ganze Umgegend beherrschende Lage hat diesen Höhenrücken zu verschiedenen Malen zum Schauplatz von kriegerischen Ereignissen gemacht. Im ersten Villmerger Krieg zogen sich am 22. Januar 1656 mehrere Hundert Katholiken hierher zurück, und es fand schlussendlich ein Kampf zwischen den Bernern und Freiämtern statt.
Am 26. April 1798 kämpften hier die Freiämtler und Zuger so lange siegreich gegen die französische Infanterie, bis diese durch Kavallerie wirksam unterstützt werden konnte.
1892 erwarb der spätere Gemeindeammann und Grossrat Johann Huber aus Hägglingen verschiedene Grundstücke und vereinigte sie zur "Hochwacht". 1913 baute er einen kleinen Aussichtsturm aus Holz. Der Turm war 13 Meter hoch. 1929 ersetzte er ihn durch die heutige Stahlkonstruktion. 1936 wurde der Turm um 8 Meter auf eine Gesamthöhe von 35 Metern erhöht. Das Restaurant, 1930 als kleine Sommerwirtschaft erbaut, wurde im Laufe der Jahre stets vergrössert und ausgebaut.
Kurz nach der Mobilmachung 1939 wurde das Wahrzeichen von Hägglingen von der Armee gesperrt und als Fliegerbeobachtungsposten eingerichtet. Während der ganzen Kriegszeit leisteten stets 12 Mann Aktivdienst und überwachten den Luftraum. Es gab damals zwei Häuser auf dem Maiengrün. Auf dem Turm wurde eine Hütte gebaut, die stets von 3 Soldaten besetzt war. Dieser Zustand dauerte bis Kriegsende.